# Pocha
Pocha (conosciuta come Ti fai chiamare Pocha) è un singolo del cantautore Francesco Renzi.
Il brano è pubblicato all'interno del suo secondo lavoro discografico Conto alla rovescia del 2008 (Mea Sound - CD BB 31) come settimo brano dei 12 inediti.

## Traccia
- Pocha - 3'40".

## Disco di provenienza
- Conto alla rovescia pubblicato nel 2008.

## Produzione
- Prodotta ed arrangiata da Francesco Renzi e scritta con la collaborazione di Raffaele Merola.

## Registrazione
- Registrazione a cura della CGA Records

## Master
- Mixaggio e masterizzazione della Victory Studio.

## Partecipazioni
- Voce audioregistrata della telecronaca di Raffaele Auriemma.

## Altre informazioni
- Il testo è ispirato alla vita di una ragazza innamorata del Napoli e del calciatore argentino Ezequiel Lavezzi.